# Pedro Velurtas
Pedro Agustín Velurtas (Campana, Provincia de Buenos Aires, Argentina; 28 de agosto de 2001) es un futbolista argentino. Juega de lateral derecho en el CSD Madryn de la Primera B Nacional, a préstamo desde Boca Juniors.

## Trayectoria

### Boca Juniors
Arribó a las Divisiones inferiores de Boca Juniors en el año de 2015.
En su etapa formativa se ha desplegado en todo el mediocampo, principalmente cumpliendo el rol de volante ofensivo pero, en su última etapa en la reserva del club, supo adaptarse a la perfección al puesto de lateral derecho.
Su debut oficial en primera se produjo el 2 de marzo de 2022 en un partido correspondiente a los 32avos de la Copa Argentina 2022, frente a Central Córdoba (Rosario) en el Estadio Mario Alberto Kempes de Córdoba, el encuentro finalizó en victoria para el Xeneize por 4 a 1 y Pedro ingresó para disputar el segundo tiempo en reemplazo de Eros Mancuso.
Pedro Velurtas/ref 2.

## Estadísticas
- Actualizado hasta el 29 de abril de 2022.

| Club | Div.                | Temporada           | Liga  | Liga  | Liga   | Copas nacionales(1) | Copas nacionales(1) | Copas nacionales(1) | Torneos internacionales(2) | Torneos internacionales(2) | Torneos internacionales(2) | Total | Total | Total  | Media goleadora(3) |
| Club | Div.                | Temporada           | Part. | Goles | Asist. | Part.               | Goles               | Asist.              | Part.                      | Goles                      | Asist.                     | Part. | Goles | Asist. | Media goleadora(3) |
| --- | ------------------- | ------------------- | ----- | ----- | ------ | ------------------- | ------------------- | ------------------- | -------------------------- | -------------------------- | -------------------------- | ----- | ----- | ------ | ------------------ |
| Boca Juniors Argentina | 1.ª                 | 2022                | 0     | 0     | 0      | 1                   | 0                   | 0                   | 0                          | 0                          | 0                          | 1     | 0     | 0      | 0,00               |
| Boca Juniors Argentina | Total club          | Total club          | 0     | 0     | 0      | 1                   | 0                   | 0                   | 0                          | 0                          | 0                          | 1     | 0     | 0      | 0,00               |
| Total en su carrera | Total en su carrera | Total en su carrera | 0     | 0     | 0      | 1                   | 0                   | 0                   | 0                          | 0                          | 0                          | 1     | 0     | 0      | 0,00               |
| (1) Incluye datos de la Copa de la Liga y Copa Argentina. (2) Incluye datos de la Copa Libertadores. (3) No incluye goles en partidos amistosos. |                     |                     |       |       |        |                     |                     |                     |                            |                            |                            |       |       |        |                    |

### Reserva
| Club                      | Div.                | Temporada           | Liga  | Liga  | Copas Nacionales | Copas Nacionales | Total | Total | Media goleadora |
| Club                      | Div.                | Temporada           | Part. | Goles | Part.            | Goles            | Part. | Goles | Media goleadora |
| ------------------------- | ------------------- | ------------------- | ----- | ----- | ---------------- | ---------------- | ----- | ----- | --------------- |
| Boca Juniors II Argentina | Res.                |                     |       |       |                  |                  |       |       |                 |
| Boca Juniors II Argentina | Res.                | 2019/20             | 7     | 0     | 0                | 0                | 7     | 0     | 0,00            |
| Boca Juniors II Argentina | Res.                | 2020/21             | 29    | 3     | 0                | 0                | 29    | 3     | 0,10            |
| Boca Juniors II Argentina | Res.                | 2021/22             | 0     | 0     | 8                | 3                | 8     | 3     | 0,37            |
| Boca Juniors II Argentina | Total club          | Total club          | 36    | 3     | 8                | 3                | 44    | 6     | 0,14            |
| Total en su carrera       | Total en su carrera | Total en su carrera | 36    | 3     | 8                | 3                | 44    | 6     | 0,14            |

## Palmarés

### Campeonatos nacionales
| Título            | Equipo       | Sede      | Año  |
| ----------------- | ------------ | --------- | ---- |
| Torneo de Reserva | Boca Juniors | Argentina | 2021 |